# ウォーターサーバー

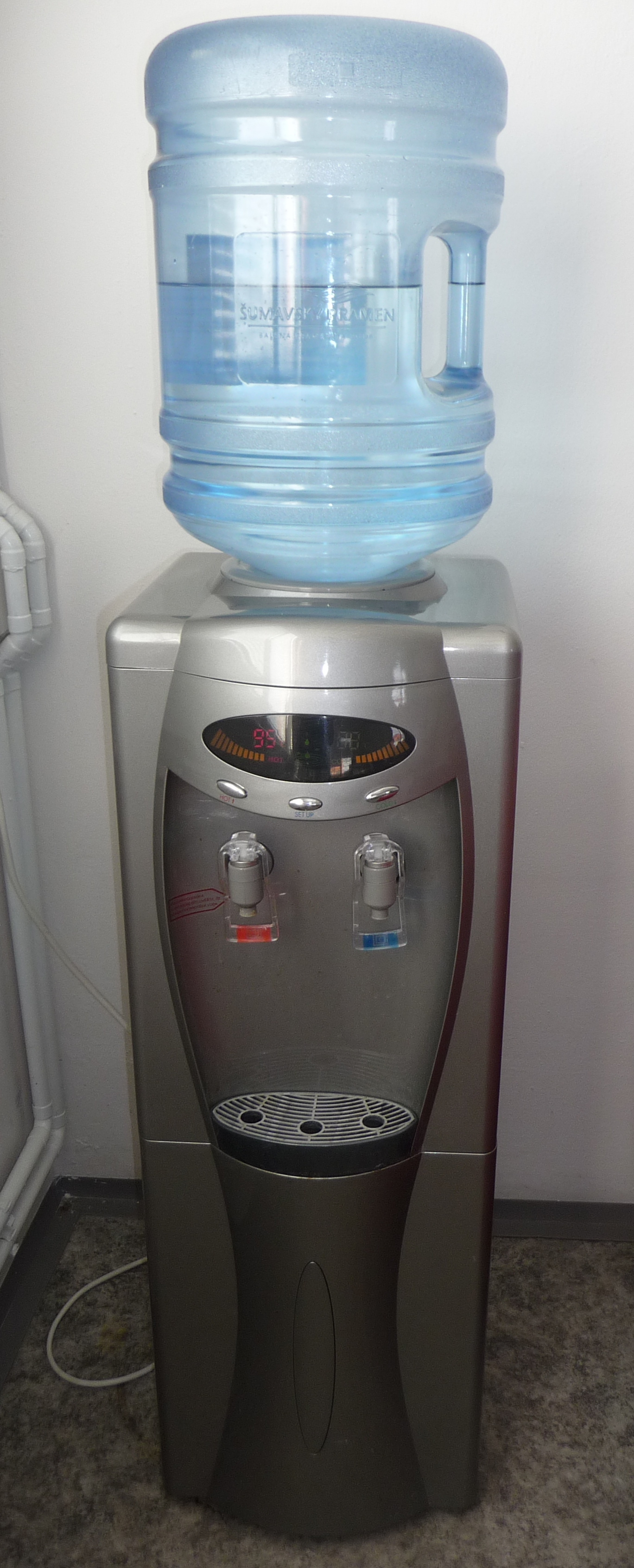
一例

ウォーターサーバー (Water Server) とは、交換式のタンクから冷水や熱水を供給する機器。水の容器をガロンボトルという。
なお、呼称自体は和製英語であり、英語圏では"Water Dispenser"（ウォーターディスペンサー）と呼ばれる。

## 概要
ウォーターサーバーは飲用水の供給販売で用いられる。ウォーターサーバーで提供している水は天然水とRO水の2種類がある。
水道水では、独特なカルキ臭がする場合もあり料理や直接飲用に用いたがらない人もある。RO水では、そういったものを逆浸透膜（RO）で除去することでそのまま飲用もできる。
また、最近では水の味を重視し、天然水（地下水）等を利用しているメーカーも多くなってきている。
サーバーには、コンセントが接続されており電気を通すことが多い。電気を通すことで水を熱したり冷やしたりできるので、予め冷水だけではなく熱水を用意することもできる。
スーパーマーケットなどの店頭に設置されるウォーターサーバーもあり、ボトルを買い求めるなどの手続きで無制限で利用できる場合が多い。

## アメリカでの供給形態
ウォーターサーバーはアメリカ発祥のもので、オフィスや一般家庭でも広く普及している。
アメリカでは、ウォーターサーバー本体は購入する方式が一般的であるが、本体の購入代金を無料にしている業者も増えつつある。

## 日本での供給形態
日本では、ウォーターサーバー本体を買い取るシステムを採用している業者は少なく、ウォーターサーバーの本体はレンタルが主流で、しかも本体のレンタル料金は徴収しない業者も増えている。
また、日本国内でのウォーターサーバー普及率は4.3%で、数字にすると少ないが世帯数に置き換えると200万世帯を超える。

## 事故
上記のように便利である一方、それゆえに幼児が熱水で火傷する事故も消費者庁で報告されている。